# Superliga Série B 2024 (femminile)
La Superliga Série B 2024, 11ª edizione della seconda divisione del campionato brasiliano femminile di pallavolo, si è svolta dal 12 gennaio al 7 aprile 2024: al torneo hanno partecipato 12 squadre di club brasiliane e la vittoria finale per la prima volta al Mackenzie.

## Regolamento

### Formula
Le squadre hanno disputato un girone all'italiana per un totale di undici giornate; al termine della regular season:
- Le prime quattro classificate hanno avuto accesso ai play-off promozione, strutturati in semifinali, al meglio delle tre gare, finale per il terzo posto e finale in gara unica, con incroci basati sul piazzamento in stagione regolare; le due finaliste sono promosse in Superliga Série A.
- Le ultime due classificate sono retrocesse in Superliga Série C.

### Criteri di classifica
Se il risultato finale è stato di 3-0 o 3-1 sono stati assegnati 3 punti alla squadra vincente e 0 a quella sconfitta, se il risultato finale è stato di 3-2 sono stati assegnati 2 punti alla squadra vincente e 1 a quella sconfitta.
L'ordine del posizionamento in classifica è stato definito in base a:
- Punti;
- Numero di partite vinte;
- Ratio dei set vinti/persi;
- Ratio dei punti realizzati/subiti.

## Squadre partecipanti
Alla Superliga Série B 2023 partecipano 12 squadre di club brasiliane; tra le squadre aventi diritto di partecipazione:
- L'ABEL è retrocessa dalla Superliga Série A;
- Il Bradesco, il Taubaté e il Country Club hanno rinunciato ai propri diritti di partecipazione;
- La Ser Educacional, il Paranaense e la Chapecoense sono state ripescate;
- Il Desportivo Rio Grande, il Tijuca, l'Irati, l'Instituto Ace e L'ADES sono stati promossi dalla Superliga Série C;
- L'Ascade è stato ripescato a completamento dell'organico, in seguito alla rinuncia della neopromossa Uni Vôlei.

| Club                  | Città                | Impianto                               | Stagione precedente                                    |
| --------------------- | -------------------- | -------------------------------------- | ------------------------------------------------------ |
| ABEL                  | Brusque              | Arena Brusque                          | 12ª in Superliga Série A                               |
| ADES                  | Sorocaba             | ?                                      | 1ª in Superliga Série C (Girone di Pinhalzinho)        |
| AGEE                  | São Carlos           | Ginásio de Esportes Milton Olaio Filho | 4ª in Superliga Série B                                |
| Ascade                | Brasilia             | ?                                      | 2ª in Superliga Série C (Girone di Brasilia)           |
| Chapecoense           | Chapecó              | Ginásio Ivo Silveira                   | 9ª in Superliga Série B                                |
| Desportivo Rio Grande | Natal                | ?                                      | 1ª in Superliga Série C (Girone di Natal)              |
| Instituto Ace         | Aparecida de Goiânia | ?                                      | 1ª in Superliga Série C (Girone di Glória de Dourados) |
| Irati                 | Irati                | ?                                      | 1ª in Superliga Série C (Girone di Irati)              |
| Mackenzie             | Belo Horizonte       | Ginásio do Mackenzie Esporte Clube     | 6ª in Superliga Série B                                |
| Paranaense            | Curitiba             | Ginásio da Praça Oswaldo Cruz          | 8ª in Superliga Série B                                |
| Ser Educacional       | Recife               | Ginásio de Esportes Geraldo Magalhães  | 7ª in Superliga Série B                                |
| Tijuca                | Rio de Janeiro       | ?                                      | 1ª in Superliga Série C (Girone di Rio de Janeiro)     |

## Torneo

### Regular season

#### Risultati
| Prima giornata |                                    |     |                                   |
|                |                                    |     |                                   |
| 12-01          | Mackenzie - Instituto Ace          | 3-0 | 25-12, 25-20, 25-15               |
| 12-01          | ABEL - ADES                        | 3-0 | 25-15, 25-19, 25-14               |
| 12-01          | Irati - AGEE                       | 3-2 | 25-19, 22-25, 24-26, 28-26, 15-4  |
| 12-01          | Desportivo Rio Grande - Paranaense | 0-3 | 20-25, 19-25, 21-25               |
| 12-01          | Ser Educacional - Ascade           | 3-0 | 25-18, 25-15, 25-16               |
| 13-01          | Chapecoense - Tijuca               | 3-2 | 25-27, 23-25, 25-19, 25-23, 15-10 |

| Seconda giornata |                              |     |                                   |
|                  |                              |     |                                   |
| 19-01            | Tijuca - Ser Educacional     | 3-2 | 23-25, 22-25, 25-20, 25-19, 17-15 |
| 19-01            | Irati - Ascade               | 3-0 | 25-15, 25-13, 25-15               |
| 19-01            | ADES - Mackenzie             | 0-3 | 11-25, 17-25, 18-25               |
| 19-01            | Desportivo Rio Grande - AGEE | 3-0 | 25-14, 25-19, 25-14               |
| 20-01            | Instituto Ace - ABEL         | 1-3 | 10-25, 13-25, 25-20, 17-25        |
| 20-01            | Chapecoense - Paranaense     | 2-3 | 21-25, 26-24, 25-18, 21-25, 9-15  |

| Terza giornata |                                         |     |                                  |
|                |                                         |     |                                  |
| 25-01          | AGEE - ADES                             | 3-0 | 25-20, 25-19, 25-18              |
| 26-01          | Mackenzie - Irati                       | 3-0 | 25-17, 25-17, 26-24              |
| 26-01          | Instituto Ace - Ascade                  | 3-0 | 28-26, 25-20, 25-19              |
| 26-01          | Paranaense - Tijuca                     | 3-2 | 23-25, 21-25, 25-21, 33-31       |
| 26-01          | ABEL - Chapecoense                      | 3-1 | 25-18, 20-25, 25-20, 25-19, 15-9 |
| 26-01          | Ser Educacional - Desportivo Rio Grande | 3-1 | 25-17, 20-25, 25-14, 25-14       |

| Quarta giornata |                                |     |                                   |
|                 |                                |     |                                   |
| 02-02           | Tijuca - Mackenzie             | 0-3 | 26-28, 19-25, 18-25               |
| 02-02           | Irati - ABEL                   | 1-3 | 21-25, 21-25, 25-20, 21-25        |
| 02-02           | ADES - Instituto Ace           | 2-3 | 25-17, 22-25, 22-25, 25-20, 12-15 |
| 02-02           | Desportivo Rio Grande - Ascade | 3-0 | 25-15, 25-19, 25-21               |
| 02-02           | Paranaense - Ser Educacional   | 3-2 | 25-21, 19-25, 16-25, 25-10, 15-12 |
| 03-02           | Chapecoense - AGEE             | 3-1 | 25-19, 25-16, 20-25, 25-12        |

| Quinta giornata |                                   |     |                            |
|                 |                                   |     |                            |
| 15-02           | Mackenzie - Desportivo Rio Grande | 3-0 | 25-23, 25-15, 25-21        |
| 16-02           | ADES - Ascade                     | 3-1 | 25-16, 25-10, 23-25, 25-11 |
| 16-02           | Instituto Ace - Irati             | 0-3 | 22-25, 17-25, 23-25        |
| 16-02           | AGEE - Tijuca                     | 1-3 | 25-23, 19-25, 18-25, 18-25 |
| 16-02           | ABEL - Paranaense                 | 3-1 | 25-8, 25-18, 17-25, 25-22  |
| 16-02           | Ser Educacional - Chapecoense     | 3-1 | 18-25, 25-18, 25-14, 25-17 |

| Sesta giornata |                               |     |                                   |
|                |                               |     |                                   |
| 10-02          | Chapecoense - Ascade          | 3-0 | 25-23, 25-17, 25-18               |
| 19-02          | Desportivo Rio Grande - Irati | 3-2 | 25-19, 12-25, 21-25, 25-20, 15-11 |
| 20-02          | Tijuca - Instituto Ace        | 3-0 | 25-14, 25-15, 25-16               |
| 20-02          | Paranaense - Mackenzie        | 1-3 | 19-25, 17-25, 25-19, 19-25        |
| 20-02          | Ser Educacional - AGEE        | 3-0 | 25-10, 25-15, 25-9                |
| 21-02          | ADES - ABEL                   | 3-0 | 25-21, 25-18, 25-19               |

| Settima giornata |                                       |     |                                   |
|                  |                                       |     |                                   |
| 24-02            | Instituto Ace - Desportivo Rio Grande | 2-3 | 25-18, 25-27, 25-18, 15-25, 12-15 |
| 24-02            | ABEL - Ser Educacional                | 1-3 | 25-20, 24-26, 28-30, 22-25        |
| 24-02            | AGEE - Paranaense                     | 0-3 | 21-25, 20-25, 17-25               |
| 25-02            | Tijuca - Ascade                       | 3-0 | 25-13, 25-21, 25-19               |
| 25-02            | Mackenzie - Chapecoense               | 3-0 | 25-17, 25-18, 29-27               |
| 25-02            | Irati - ADES                          | 1-3 | 27-25, 23-25, 22-25, 23-25        |

| Ottava giornata |                              |     |                                  |
|                 |                              |     |                                  |
| 01-03           | Tijuca - ADES                | 3-0 | 25-22, 25-19, 25-19              |
| 01-03           | AGEE - Mackenzie             | 1-3 | 24-26, 23-25, 25-20, 16-25       |
| 01-03           | Paranaense - Instituto Ace   | 3-0 | 25-23, 25-13, 25-15              |
| 01-03           | Desportivo Rio Grande - ABEL | 3-2 | 25-21, 25-18, 20-25, 20-25, 15-9 |
| 01-03           | Ser Educacional - Ascade     | 3-0 | 25-18, 25-15, 25-16              |
| 03-03           | Chapecoense - Irati          | 3-1 | 25-13, 15-25, 25-15, 25-22       |

| Nona giornata |                              |     |                            |
|               |                              |     |                            |
| 07-03         | Irati - Tijuca               | 3-1 | 23-25, 25-19, 25-20, 25-22 |
| 08-03         | Mackenzie - Ser Educacional  | 3-0 | 25-2, 25-19, 25-10         |
| 08-03         | ADES - Desportivo Rio Grande | 3-1 | 25-22, 19-25, 25-17, 25-17 |
| 08-03         | Paranaense - Ascade          | 3-0 | 25-22, 25-17, 25-19        |
| 08-03         | ABEL - AGEE                  | 3-0 | 25-16, 25-19, 25-15        |
| 09-03         | Instituto Ace - Chapecoense  | 1-3 | 25-21, 14-25, 24-26, 19-25 |

| Decima giornata |                                     |     |                                  |
|                 |                                     |     |                                  |
| 12-03           | Mackenzie - Ascade                  | 3-0 | 25-15, 25-17, 25-15              |
| 12-03           | Tijuca - ABEL                       | 1-3 | 23-25, 22-25, 26-24, 19-25       |
| 12-03           | AGEE - Instituto Ace                | 3-2 | 19-25, 21-25, 25-22, 25-20, 15-8 |
| 12-03           | Paranaense - ADES                   | 3-1 | 18-25, 25-22, 25-15, 25-21       |
| 12-03           | Ser Educacional - Irati             | 3-0 | 25-22, 25-20, 25-20              |
| 13-03           | Chapecoense - Desportivo Rio Grande | 3-0 | 25-17, 25-15, 25-19              |

| Undicesima giornata |                                 |     |                            |
|                     |                                 |     |                            |
| 16-03               | Desportivo Rio Grande - Tijuca  | 0-3 | 18-25, 13-25, 22-25        |
| 16-03               | ADES - Chapecoense              | 3-1 | 25-19, 22-25, 25-20, 25-17 |
| 16-03               | Irati - Paranaense              | 0-3 | 25-27, 13-25, 20-25        |
| 16-03               | Instituto Ace - Ser Educacional | 1-3 | 23-25, 25-18, 21-25, 19-25 |
| 16-03               | AGEE - Ascade                   | 3-0 | 25-14, 25-17, 25-22        |
| 16-03               | ABEL - Mackenzie                | 3-0 | 29-27, 25-18, 25-15        |

#### Classifica
| Pos. | Squadra               | Pt | G  | V  | P  | SV | SP | Ratio | PF | PS | Ratio |
| ---- | --------------------- | -- | -- | -- | -- | -- | -- | ----- | -- | -- | ----- |
| 1.   | Mackenzie             | 30 | 11 | 10 | 1  | 30 | 5  | 6,000 | -  | -  | -     |
| 2.   | Ser Educacional       | 26 | 11 | 8  | 3  | 28 | 14 | 2,000 | -  | -  | -     |
| 3.   | ABEL                  | 25 | 11 | 8  | 3  | 27 | 14 | 1.929 | -  | -  | -     |
| 4.   | Paranaense            | 24 | 11 | 9  | 2  | 29 | 13 | 2.231 | -  | -  | -     |
| 5.   | Tijuca                | 19 | 11 | 6  | 5  | 24 | 18 | 1.333 | -  | -  | -     |
| 6.   | ADES                  | 19 | 11 | 6  | 5  | 22 | 19 | 1.158 | -  | -  | -     |
| 7.   | Chapecoense           | 18 | 11 | 6  | 5  | 23 | 20 | 1.150 | -  | -  | -     |
| 8.   | Desportivo Rio Grande | 12 | 11 | 5  | 6  | 17 | 24 | 0,708 | -  | -  | -     |
| 9.   | Irati                 | 12 | 11 | 4  | 7  | 17 | 24 | 0,708 | -  | -  | -     |
| 10.  | Instituto Ace         | 7  | 11 | 2  | 9  | 13 | 29 | 0,448 | -  | -  | -     |
| 11.  | AGEE                  | 6  | 11 | 2  | 9  | 11 | 29 | 0,379 | -  | -  | -     |
| 12.  | Ascade                | 0  | 11 | 0  | 11 | 1  | 33 | 0,030 | -  | -  | -     |

      Qualificata ai play-off promozione.
      Retrocessa in Superliga Série C.

### Play-off promozione

#### Tabellone
|  | Semifinali | Semifinali      | Semifinali | Semifinali | Semifinali |  |  | Finale          | Finale          | Finale |  |
|  |            |                 |            |            |            |  |  |                 |                 |        |  |
|  | 1          | Mackenzie       | 3          | 3          |            |  |  |                 |                 |        |  |
|  | 4          | Paranaense      | 2          | 0          |            |  |  | 1               | Mackenzie       | 3      |  |
|  | 2          | Ser Educacional | 0          | 1          |            |  |  | 3               | ABEL            | 1      |  |
|  | 3          | ABEL            | 3          | 3          |            |  |  |                 |                 |        |  |
|  |            |                 |            |            |            |  |  |                 |                 |        |  |
|  |            |                 |            |            |            |  |  | Finale 3º posto |                 |        |  |
|  |            |                 |            |            |            |  |  |                 |                 |        |  |
|  |            |                 |            |            |            |  |  | 2               | Ser Educacional | 3      |  |
|  |            |                 |            |            |            |  |  | 4               | Paranaense      | 2      |  |

#### Semifinali
| Gara 1 |                        |     |                                   |
|        |                        |     |                                   |
| 25-03  | Paranaense - Mackenzie | 2-3 | 25-11, 25-23, 20-25, 25-27, 15-17 |
| 28-03  | Mackenzie - Paranaense | 3-0 | 25-18, 25-17, 25-21               |

| Gara 2 |                        |     |                            |
|        |                        |     |                            |
| 25-03  | ABEL - Ser Educacional | 3-0 | 25-18, 25-15, 27-25        |
| 28-03  | Ser Educacional - ABEL | 1-3 | 16-25, 18-25, 25-19, 23-25 |

#### Finale 3º posto
| Gara unica |                              |     |                                  |
|            |                              |     |                                  |
| 07-04      | Ser Educacional - Paranaense | 3-2 | 25-15, 25-27, 21-25, 26-24, 15-8 |

#### Finale
| Gara unica |                  |     |                           |
|            |                  |     |                           |
| 07-04      | Mackenzie - ABEL | 3-1 | 17-25, 25-19, 26-24, 25-9 |

## Classifica finale
| Pos | Squadra               | Qualificazione            |
| --- | --------------------- | ------------------------- |
| 1   | Mackenzie             | Superliga Série A 2024-25 |
| 2   | ABEL                  | Superliga Série A 2024-25 |
| 3   | Ser Educacional       |                           |
| 4   | Paranaense            |                           |
| 5   | Tijuca                |                           |
| 6   | ADES                  |                           |
| 7   | Chapecoense           |                           |
| 8   | Desportivo Rio Grande |                           |
| 9   | Irati                 |                           |
| 10  | Instituto Ace         |                           |
| 11  | AGEE                  | Superliga Série C 2024    |
| 12  | Ascade                | Superliga Série C 2024    |